# 北京福建汀州会馆
福建汀州会馆，位于北京市东城区，是明朝及清朝福建省汀州府设在北京的会馆。

## 简介
福建汀州会馆位于前门外。汀州会馆分为北馆、南馆，北馆位于长巷二条路北的长巷二条48号，南馆位于长巷头条路北，南馆的后门隔长巷二条与北馆相对。北馆建于明朝万历十五年（1587年），也有说法称建于明朝弘治年间。南馆兴建时间较晚，大约建于清朝乾隆年间。
北馆有六个院落，房屋50多间。中院为主院，正厅面阔五间，是供奉天后娘娘的祠堂。正厅全部采用江南出产的杉木建成。房顶覆盖台瓦，平缓起坡，前出廊，后出厦。正厅的装饰非常考究，房椽头全部雕出象鼻状，粱头雕有神牛、天马等动物纹图案，门窗全部用雕花格子组成，这些雕工十分精细，动物形象生动逼真，花卉图案也玲珑剔透。其他院落的房屋也做工细致，和正院浑然一体。
汀州会馆南馆流传着一个故事，称毛泽东从湖南省立第一师范学校毕业后，自湖南来到北京，最初便住在汀州会馆大门右手第二间房，当时他还未被介绍到北京大学当图书管理员。据说这个故事是汀州会馆老住户刘家三兄弟的孙辈讲的。如今这间房已被翻盖为新房，外墙粉刷了一层白石灰。